# Escola Municipal de Música de São Paulo
A Escola Municipal de Música de São Paulo (EMMSP) é uma escola de música pública existente na cidade de São Paulo ligada ao núcleo de formação da Fundação Theatro Municipal de São Paulo.
Atualmente dirigida por Érika Hindrikson, está sediada na Praça das Artes e atende cerca de 800 alunos. É uma das mais renomadas instituições de ensino musical da América Latina, sendo responsável pela formação de diversas gerações de músicos em atividade profissional que atuam como solistas ou em grandes orquestras e coros do Brasil e em outras partes do mundo.

## A escola
A instituição foi fundada em 12 de fevereiro de 1969 pelo maestro e compositor Olivier Toni na gestão do prefeito Faria Lima. Desde a sua criação ocupou diversos edifícios da cidade, como no bairro da Aclimação e na Vila Mariana.

Sendo reconhecida como uma das melhores escolas de música do país, importantes músicos brasileiros estudaram na instituição como Roberto Minczuk, Naomi Munakata, Nicolau de Figueiredo, Alex Klein e Cláudio Cruz.

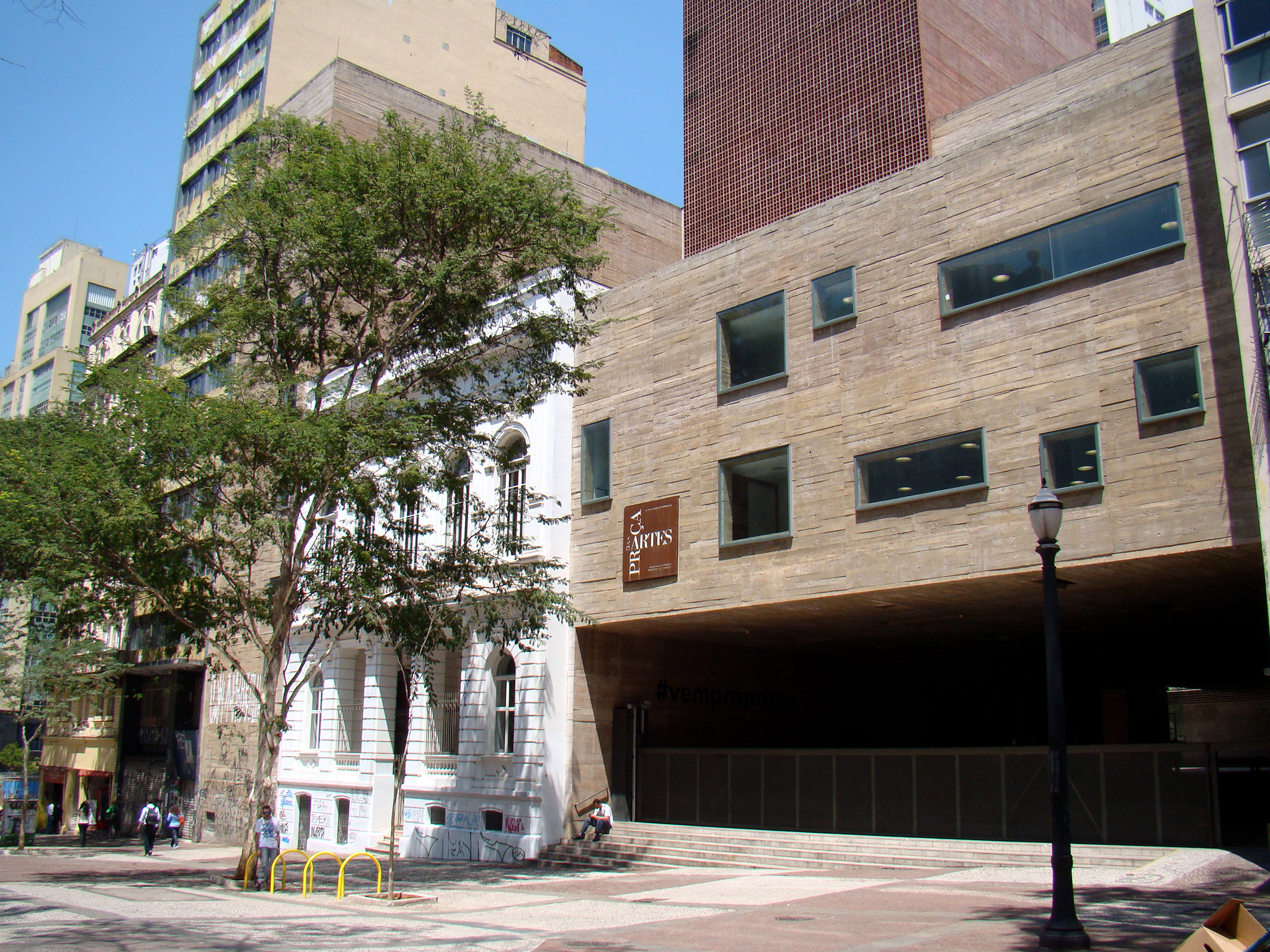
Praça das Artes vista pelo acesso da avenida São João, local onde a instituição está sediada.

Seu corpo docente é formado por profissionais de renome em âmbito nacional e internacional, muitos deles ex-alunos da própria escola. São musicólogos, doutores, mestres e especialistas, muitos atuantes como solistas e nos corpos artísticos do Theatro Municipal de São Paulo e na Orquestra Sinfônica do Estado de São Paulo.
Os cursos da escola têm duração de quatro a doze anos e têm por objetivo prover uma profunda e diferenciada formação musical. A instituição atende aos interessados em todos os instrumentos de uma orquestra sinfônica, além de regência, canto lírico, saxofone, clarinete, cravo, piano, piano complementar, flauta doce e violão. Também existem as oficinas de Música Antiga, de Regência Coral, de Fisiologia da Voz e Fonética, o Opera Studio e o Ateliê Contemporâneo. Todos estes cursos são gratuitos e a seleção de candidatos é feita por processos seletivos, sendo uma das instituições mais concorridas do país.
Durante muitos anos a escola teve como sede um antigo casarão na rua Vergueiro em frente ao Centro Cultural São Paulo, porém o edifício era pequeno e inadequado para suas atividades. Após a conclusão da primeira fase da Praça das Artes em 2012, a instituição foi transferida para o complexo cultural juntamente com a Escola de Dança de São Paulo, passando a contar com infraestrutura sofisticada e adequada para seu pleno funcionamento.